# Zatrephes haxairei
Zatrephes haxairei är en fjärilsart som beskrevs av De Toulgoët 1989. Zatrephes haxairei ingår i släktet Zatrephes och familjen björnspinnare. Inga underarter finns listade i Catalogue of Life.